# Cadran téléphonique

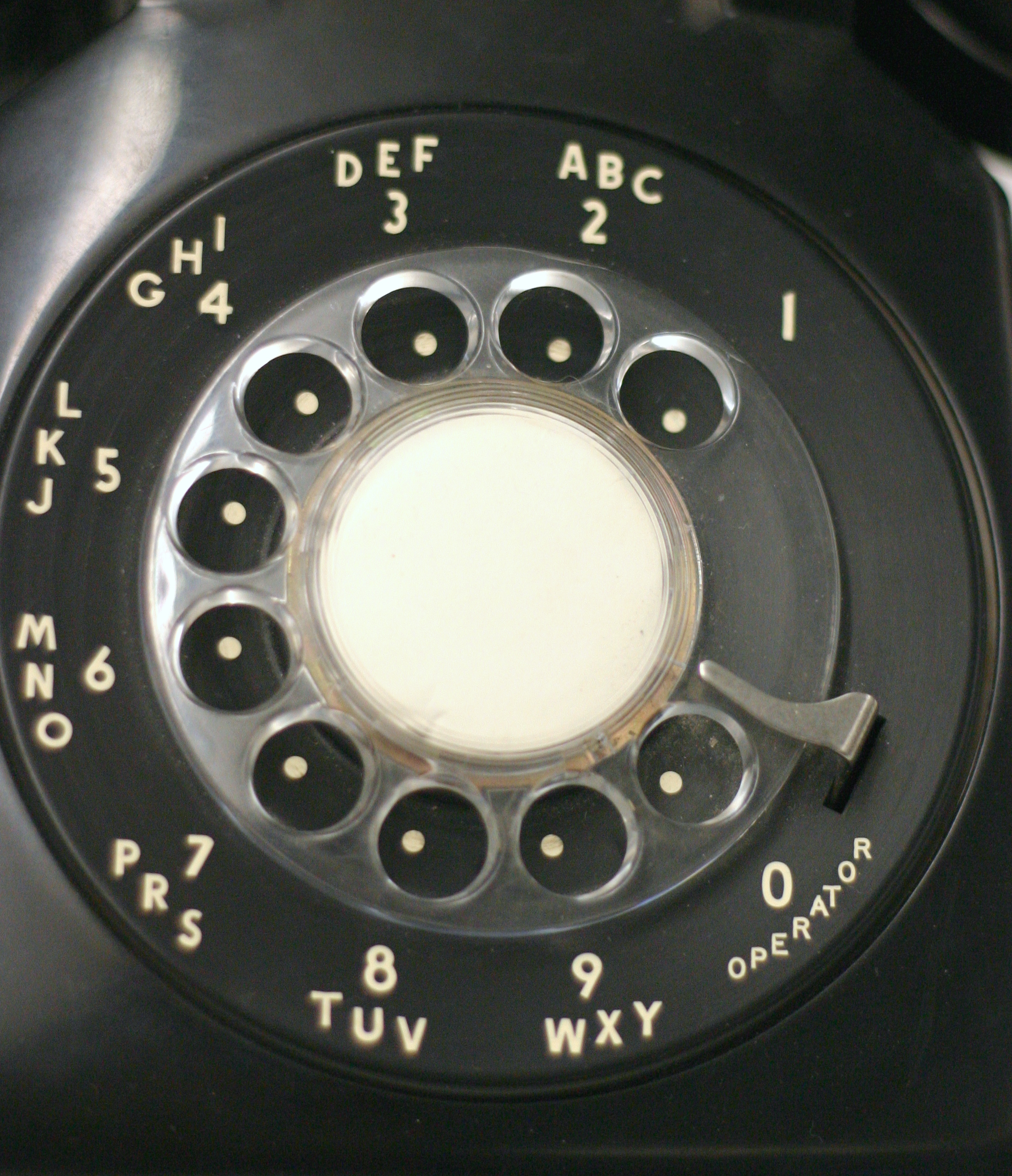
Un cadran téléphonique rotatif nord-américain traditionnel. Les lettres étaient utilisées à l'origine pour composer les noms de centraux téléphoniques. Elles ont été conservées, car elles facilitaient la mémorisation des numéros de téléphone.

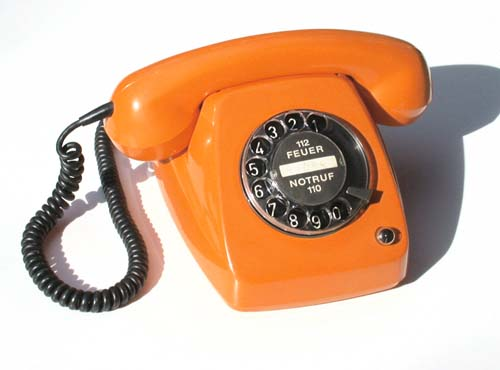
Un téléphone à cadran.

Le cadran d'un téléphone fait partie des organes de signalisation. Son rôle est de composer le numéro de téléphone.
Le cadran est composé d'un disque rotatif autour duquel sont portés les chiffres de 1 à 9 puis 0. La composition d'un numéro se fait en amenant le disque en butée, depuis la position en face de laquelle le chiffre désiré figure, en tournant le disque avec le doigt dans le sens des aiguilles d'une montre.
Arrivé sur la butée en métal, on retire le doigt et le disque tourne alors en sens inverse pour reprendre sa position de repos grâce à un ressort, en envoyant le nombre d'impulsions correspondant au chiffre (0 étant créé par 10 impulsions).
Chaque chiffre du cadran possède aussi des valeurs alphabétiques, réparties comme suit lorsque des cadrans étaient disponibles en France :
| 1 | 2 abc | 3 def | 4 ghi | 5 jkl | 6 mn | 7 prs | 8 tuv | 9 wxy | 0 oq |

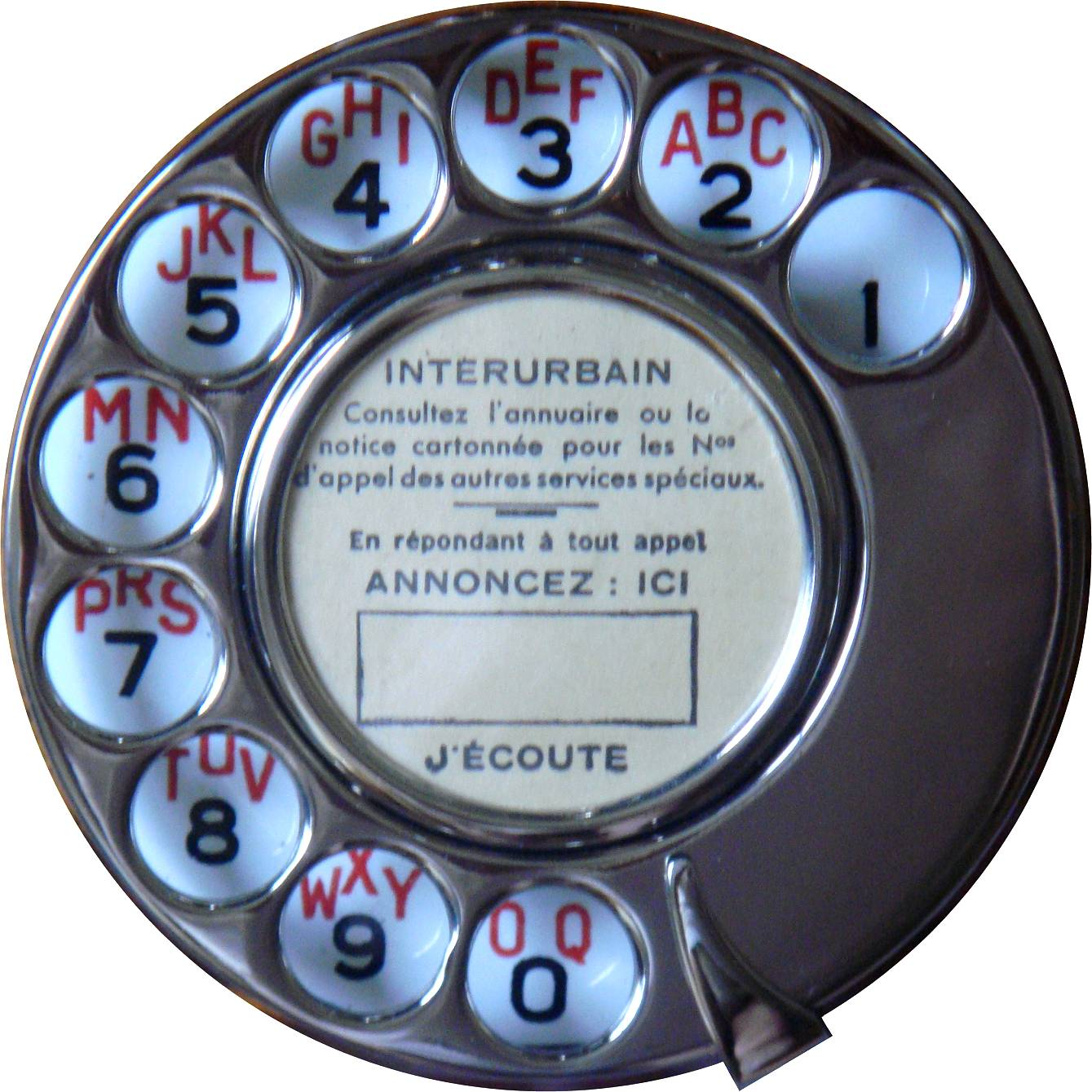
Cadran téléphonique modèle administratif 1927 avec disque d'appel normalisé en laiton nickelé.

Elles permettaient de faire correspondre l'indicatif du central téléphonique en région parisienne (3 premières lettres du nom) au chiffre correspondant (exemple : 225 pour BALzac, 027 pour OBServatoire, 700 pour ROQuette).
Les téléphones modernes ont un clavier alphanumérique à la place du cadran. Cette idée de clavier semble avoir émergé en 1960.
Aujourd'hui, les éventuels cadrans doivent suivre la recommandation E.161:
| 1 | 2 abc | 3 def | 4 ghi | 5 jkl | 6 mno | 7 pqrs | 8 tuv | 9 wxyz | 0 |

## Historique de la normalisation
| 'Edition | Recommendation            | Approbation | Commission d'études | ID unique*         |
| -------- | ------------------------- | ----------- | ------------------- | ------------------ |
| 1.0      | ITU-T E.29                | 1958-11-24  |                     | 11.1002/1000/7089  |
| 2.0      | ITU-T E.29/Q.11           | 1960-12-16  |                     | 11.1002/1000/6055  |
| 3.0      | ITU-T E.29/Q.11           | 1964-06-26  |                     | 11.1002/1000/5645  |
| 4.0      | ITU-T E.161/Q.11          | 1968-10-25  |                     | 11.1002/1000/5642  |
| 5.0      | ITU-T E.161/Q.11          | 1972-12-15  |                     | 11.1002/1000/5640  |
| 6.0      | ITU-T E.161/Q.11          | 1976-10-08  |                     | 11.1002/1000/5634  |
| 7.0      | ITU-T E.161/Q.11          | 1980-11-21  |                     | 11.1002/1000/5555  |
| 8.0      | ITU-T E.161/Q.11          | 1984-10-19  |                     | 11.1002/1000/3145  |
| 9.0      | ITU-T E.161               | 1988-11-25  |                     | 11.1002/1000/411   |
| 10.0     | ITU-T E.161               | 1993-03-12  | I                   | 11.1002/1000/412   |
| 11.0     | ITU-T E.161               | 1995-05-16  |                     | 11.1002/1000/4450  |
| 12.0     | ITU-T E.161               | 2001-02-02  | 2                   | 11.1002/1000/5344  |
| 12.1     | ITU-T E.161 (2001) Amd. 1 | 2014-06-06  | 2                   | 11.1002/1000/12100 |